# Pinerolo Football Club 1933-1934
Questa pagina raccoglie i dati riguardanti l'Associazione Calcio Pinerolo nelle competizioni ufficiali della stagione 1933-1934.

## Rosa
| N. |                   | Ruolo | Calciatore             |
| -- | ----------------- | ----- | ---------------------- |
|    | Italia (bandiera) | P     | Giuseppe Audano        |
|    | Italia (bandiera) | D     | Angelo Calliero        |
|    | Italia (bandiera) | A     | Sebastiano Chiaramello |
|    | Italia (bandiera) | D     | Michele Comba          |
|    | Italia (bandiera) | C     | Giuseppe Foglino       |
|    | Italia (bandiera) | A     | Marco Lorini           |
|    | Italia (bandiera) | D     | Antonio Macario        |

| N. |                   | Ruolo | Calciatore          |
| -- | ----------------- | ----- | ------------------- |
|    | Italia (bandiera) | A     | Edmondo Martin (IV) |
|    | Italia (bandiera) | C     | Mario Mazza         |
|    | Italia (bandiera) | A     | Piacentino          |
|    | Italia (bandiera) | D     | Oreste Porta        |
|    | Italia (bandiera) | A     | Rasetto             |
|    | Italia (bandiera) | D     | Francesco Tosel     |
|    | Italia (bandiera) | D     | Tosero              |